# Acridoderes renkensis
Acridoderes renkensis är en insektsart som först beskrevs av Heinrich Hugo Karny 1907.  Acridoderes renkensis ingår i släktet Acridoderes och familjen gräshoppor. Inga underarter finns listade i Catalogue of Life.